# Cynon ap Clydno
Cynon ap Clydno o en algunas traducciones Kynon o Cynan fue un héroe arturiano de la mitología galesa. Su busca del Castillo de las Doncellas y su posterior juicio contra el Caballero Negro sirven como preludio de la aventura de Owain y La Dama de la Fuente. Cynon está estrechamente asociado con Sir Calogrenant, quien asume su papel en otras versiones del cuento.

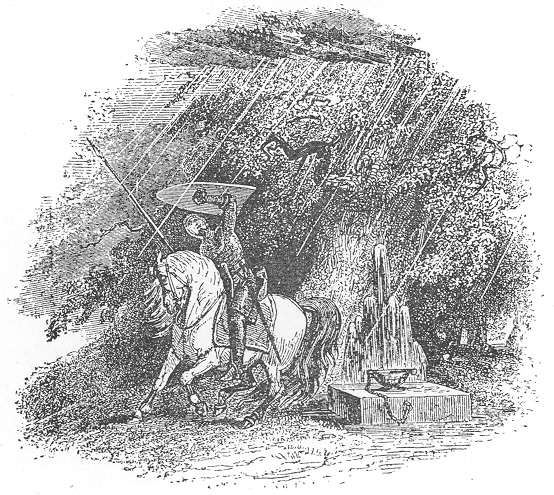
Cynon u Owain se refugian de la tormenta de granizo sobrenatural antes de la llegada del Caballero Negro, extraído de la edición de 1902 del Mabinogion. Ilustración - S. Williams

## Historia
Cynon era hijo de Clydno Eiddin, un gobernante de Eidyn en Hen Ogledd, las partes de habla británica del norte de Inglaterra y el sur de Escocia en la Alta Edad Media. Tanto Clydno como Cynon eran figuras de la tradición galesa. El poema Y Gododdin nombra a Cynon como uno de los británicos que luchó contra los anglos en la desastrosa batalla de Catraeth; y es nombrado como uno de los cuatro supervivientes, junto con el autor del poema, Aneirin. Aneirin menciona a Cynon anteriormente en su poesía, refiriéndose a él:

Y Kynon - como juncos cayeron ante su mano.
Oh hijo de Clydno, un canto de alabanza duradera te cantaré.

| Tres guerreros y tres veinte y tres cien, vistiendo los pares de oro.— De aquellos que marcharon tras el exceso de jolgorio, Pero tres escaparon del conflicto de armas cortantes; Los dos perros de guerra de Aeron y Kynon el intrépido, (y yo mismo del derrame de sangre) dignos son de mi canto.' —From Y Gododdin, Aneirin (c.600) |

Obras posteriores mencionan el gran amor de Cynon por Morvydd (Morvyth), hija de Urien Rheged, y aparece en el cuento en prosa Owain, o la Dama de la Fuente, asumiendo el papel que se le dio a Calogrenant en otras versiones de la historia. La pasión de Cynon por Morvydd lo considera uno de los Tres Amantes Ardientes de la isla de Gran Bretaña, junto con Casivelono, el hijo de Beli para Flur, la hija de Mugnach Gorr, y Tristán, el hijo de Talluch, para Yseult, la esposa de su tío, March. Meirchawn. Cynon, en algunos relatos, se dice que está casada con Morvydd, quien también es la hermana gemela de Owain.
En la Corte del Rey Arturo, Cynon ocupa el puesto como uno de los Tres Caballeros Consejeros junto con Aron, hijo de Cynfarch, y Llywarch, el Viejo hijo de Elidir Lydanwyn. Se dijo que cada vez que Arturo actuaba siguiendo el consejo de sus consejeros, "no tenía más que éxito".
Cynon se menciona con frecuencia en la poesía de los bardos de la Edad Media británica. El poeta del siglo XIV Gruffudd ap Meredith compara su propia pasión con la de Cynon por Morvyth y la de Uther Pendragon por Igraine. La tumba de Cynon se menciona en Las estrofas de las tumbas, un poema del Libro negro de Carmarthen.

### El Castillo de las Doncellas
En la historia de Owain, o la Dama de la Fuente del Mabinogion, tanto Cynon como Owain están presentes en un banquete en la corte del Rey Arturo en Caerleon. Después de la comida, Arturo se retira y los caballeros, ahora acompañados por la reina, comienzan a intercambiar historias. Cynon relata la historia de cómo viajó a regiones desconocidas del mundo en busca de un oponente digno. Se aventura por un valle, que se abre a una amplia llanura donde encuentra un reluciente castillo construido junto al mar. El señor del castillo es un hombre de cabello amarillo que comparte su hogar con veinticuatro doncellas, descritas por Cynon como cada una más hermosa que la reina Ginebra. Cynon es tratado bien por su anfitrión y al escuchar su difícil situación, el señor le cuenta a Cynon sobre 'el guardián del bosque', un enorme hombre negro con un pie y un ojo que podrá dirigir al caballero hacia su meta.
Cynon viaja a un valle boscoso y allí, en un montículo, empuñando un gran garrote de hierro, encuentra al guardián. En algunos relatos se describe al cuidador como un ogro o un gigante, mientras que Arturo Cotterell establece comparaciones con los fomorianos, los deformados dioses marinos de la mitología irlandesa. El cuidador está rodeado de animales salvajes, sobre los que parece tener algún poder mágico. El guardián ridiculiza a Cynon, pero después de soportar sus tormentos, le ordena al caballero que viaje por un camino fuera del bosque donde debe escalar una colina. Sobre la colina se le dice a Cynon que llegará a un amplio valle donde encontrará un gran árbol. Debajo del árbol hay una fuente y cerca de la fuente hay una losa de mármol a la que se sujeta con una cadena un cuenco de plata. Cynon recibe instrucciones de llenar el cuenco con agua de la fuente y luego mojar la losa para convocar a un caballero negro sobre un corcel negro.
Cynon sigue las instrucciones del guardián y, después de mojar la losa de mármol, se oye un trueno seguido de una terrible tormenta de granizo que casi mata tanto a Cynon como a su caballo. Luego, el clima se aclara y los pájaros aterrizan en el árbol y cantan al caballero. Entonces, una figura se acerca a Cynon, que acusa al caballero de matar a las personas y los animales de la tierra que no pudieron encontrar refugio en la tormenta de granizo sobrenatural. Finalmente el caballero negro aparece y ataca, golpeando a Cynon con facilidad, tomando su caballo y alejándolo del pozo. Cynon camina de regreso al bosque donde espera el guardián, burlándose y avergonzando al caballero derrotado aún más. Cynon regresa al castillo, donde el señor rubio lo atiende, proporcionándole un caballo nuevo para su viaje a casa.
Cynon concluye la historia afirmando que todavía tiene el palafrén provisto por el anfitrión del brillante castillo, aunque Owain se muestra escéptico sobre toda la historia. Al día siguiente, Owain ensilla su caballo y se dispone a buscar al Caballero Negro por sí mismo. Cuando Owain no regresa de esta búsqueda, Arturo reúne a 3000 tropas y con Cynon como guía, busca a Owain. Cuando Arturo convoca al caballero negro, derrota a todos los caballeros de Arturo uno por uno, antes de que se revele que Owain ha tomado el lugar del caballero negro que mató a la encarnación anterior en su búsqueda original.